# Ben More Coigach
Der Ben More Coigach ist ein 743 Meter hoher Berg im County Ross and Cromarty im Nordwesten Schottlands. Er gehört zu den Northwest Highlands, sein Hauptgipfel wird als Corbett und auch als Marilyn eingestuft.

## Etymologie
Der Ben More Coigach wird im Schottisch-Gälischen als Beinn Mhòr na Còigich bezeichnet. Das maskuline Substantiv beinn bedeutet „Berg“. Mhòr (anglifiziert more) ist ein Adjektiv mit der Bedeutung „groß“. Na ist der bestimmte Artikel. Còigich leitet sich von dem Zahlwort còig (fünf) ab – in Bezug auf die fünf Ortschaften Achduart, Achnacarinan, Acheninver, Achnahaird und Achiltibuie. Ben More Coigach kann somit als „Großer Berg der fünf Gemeinden“ wiedergegeben werden.

## Geographie
Der Ben More Coigach ist der Kulminationspunkt eines Ostnordost-streichenden Höhenrückens, der steil vom Fjord des Loch Brooms aus ansteigt. Der Berg liegt auf der Coigach-Halbinsel, rund 10 Kilometer (Luftlinie) nordwestlich von Ullapool. Naheliegende Ortschaften sind Achiltibuie 7,5 Kilometer im Nordwesten, Lochinver 18 Kilometer im Norden und Ledmore 16,5 Kilometer im Nordosten.
Bedingt durch seine küstennahe Lage und seine große Schartenhöhe bietet der Gipfel einen eindrucksvollen Rundumblick, der von Ullapool hinüber zu den Summer Isles und nach Norden über die Halbinsel hinweg zu den markanten Gipfeln Assynts reicht. Bei schönem Wetter und guter Sicht lassen sich auch noch Skye und die Äußeren Hebriden gut erkennen.
Der Nordost-streichende Gipfelgrat des Ben More Coigachs hat an seinem Südwestende als 738 Meter hohen Vorgipfel den Speicein Nan Garbh-Choireachan. Der Gipfelgrat ist recht scharfkantig und zieht bis zum bedeutenden Nordostabbruch weiter durch, wobei er den Hauptgipfel links, d. h. etwas im Norden, liegen lässt. Die Abbruchkante leitet sodann nach Osten zum 717 Meter hohen Speicein Còinnich hinüber. Vom Abzweig führt ein Grat hinunter nach Ostnordosten zum 544 Meter hohen Beinn Tarsuinn (auch Beinn Tarsainn). Die Abbruchkante verläuft dann geschwungen in nordnordwestlicher Richtung zum 705 Meter hohen Sgùrr an Fhìdleir (dem „Fiedler“) und weiter zu einem namenlosen, 648 Meter hohen Gipfel. Dieser Gipfel entsendet einen Grat nach Südwest zum Beinn nan Caorach (649 Meter), dem im Westen die kleine Pyramide des Conmhealls (541 Meter) vorgelagert ist. Der Bergstock endet dann im Nordwesten am An T-Sail (491 Meter), östlich oberhalb von Badenscallie. Auf der Südsüdostseite des Hauptgrats schließt sich noch der Rücken des Beannan Beagas (396 Meter) an. Der Bergstock endet dann am River Runie und am Strath Kanaird (auch Strathcanaird) sowie auf der Meerseite in den Buchten Camas Mòr und Geodha Mòr.
Umgebende Berge sind der Stac Pollaidh (612 Meter) 6,4 Kilometer im Norden, der Cùl Beag (769 Meter) 6,8 Kilometer im Nordosten und dahinter der 10,2 Kilometer entfernte Cùl Mòr (849 Meter). Die Cromalt Hills (433 Meter) befinden sich 11,9 Kilometer im Ostnordosten. Zum Meall an Fhuarain (578 Meter) im Osten sind es 18,1 Kilometer. Der im Süden gelegene An Teallach (757 Meter) ist bereits 19,8 Kilometer entfernt.
Auf der Ostseite des Bergstocks führt die A835 road von Ullapool nach Ledmore vorbei. Sie entsendet zur verkehrsmäßigen Anbindung bei Drumrunie einen Abzweig in die Coigach-Halbinsel hinein.

### Hydrographie

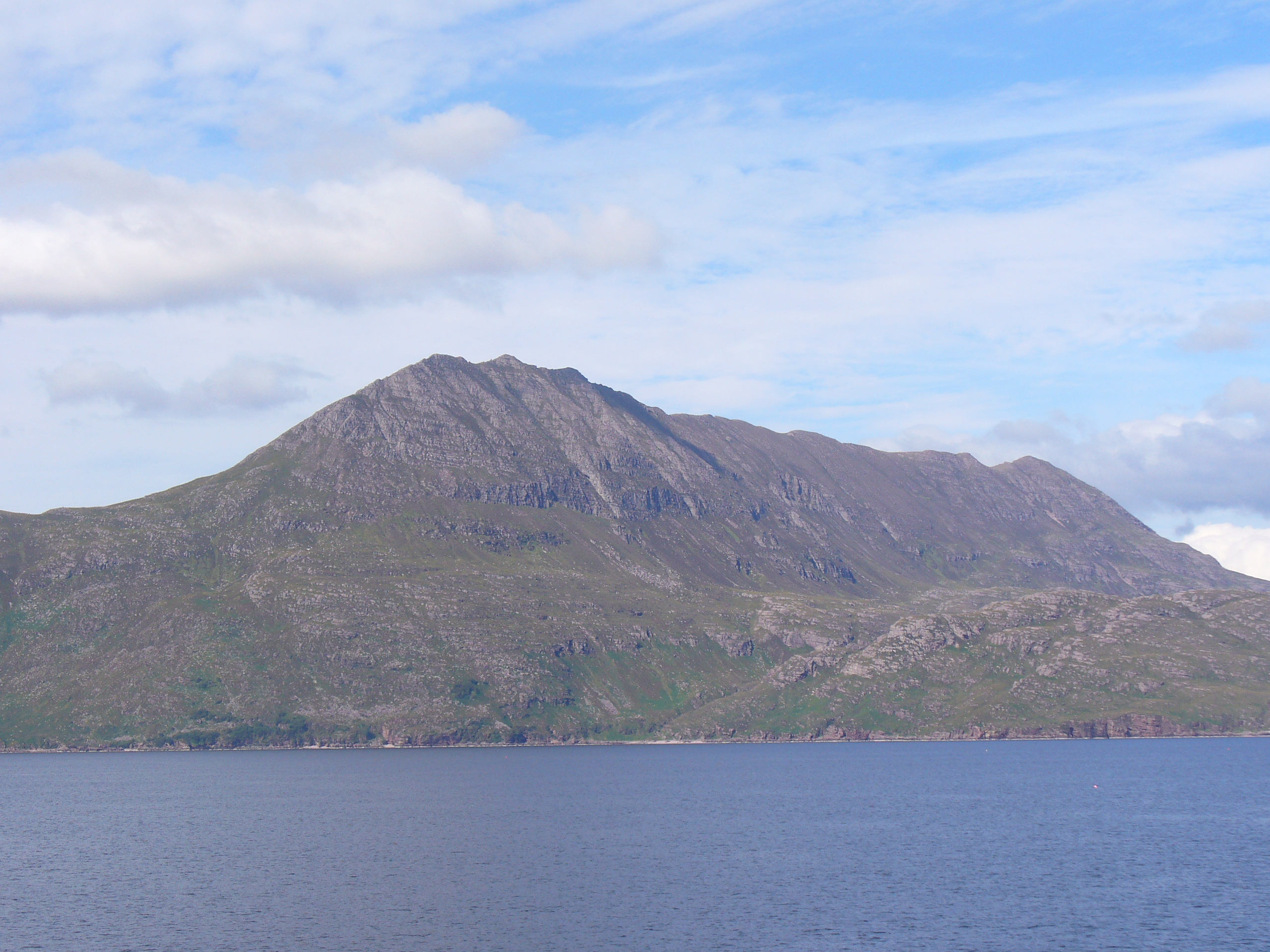
Der Ben More Coigach, gesehen aus westlicher Richtung vom Loch Broom. Südlich vorgelagert der glazial überprägte Beannan Beaga.

Der einzige größere See in unmittelbarer Nähe des Bergstocks ist der Lochan Tuath, der sich im Tal zwischen dem Sgùrr an Fhìdleir und dem Beinn an Eoin (619 Meter) befindet.
Der Bergstock des Ben More Coigachs wird von mehreren Bächen entwässert. Entlang seiner Südflanke fließt der vom Speicein Còinnich herabkommende Allt A’ Choire Mhoir, der im Loch Broom einmündet. Die Nordwestseite wird vom Allt nan Coisiche in Westsüdwest-Richtung drainiert – auch dieser Bach endet im Loch Broom. Ähnlich der Allt A’ Choire Reidh, der unterhalb vom Sgùrr an Fhìdleir entspringt und dann den Westsüdwesthang hinunter nach Culnacraig und in den Atlantik fließt. Im Kar nördlich unterhalb vom Speicein Còinnich entsteht der Allt Cadha A’ Mhoraire, der nach Ostnordost zum Loch Lurgainn entwässert. Hoch aus dem Kar nördlich unterhalb vom Sgùrr an Fhìdleir entströmt der Allt Bad A’ Mhuin, der sich nach Norden wendet und ebenfalls im Loch Lurgainn aufgeht.

### Zugang

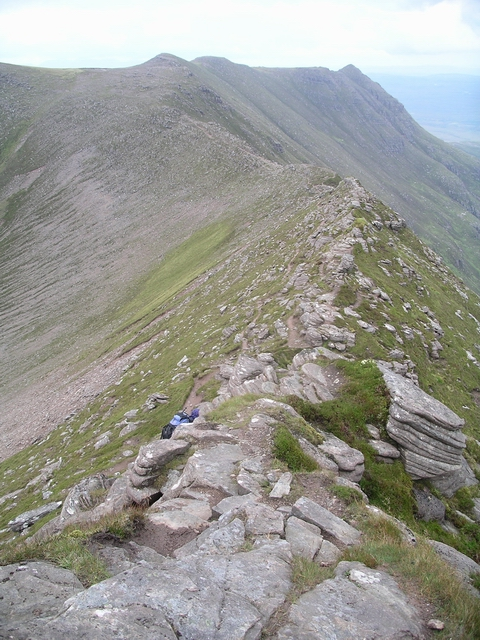
Blick vom Speicein nan Garbh-Choireachan über den Ostnordostgrat zum Hauptgipfel und zum Speicein Còinnich (hinten rechts)

Der Normalanstieg zum Ben More Coigach beginnt in Culnacraig am Westfüß des Berges. In Culnacraig endet die von Achiltibuie kommende Kleinstraße. Anfangs wird leicht ansteigend zum Allt nan Coisiche hinübergequert. Sodann geht es weiter recht steil nach Osten zum Sporn des Speicein Nan Garbh-Choireachans hinauf. Sehr steil ansteigend wird schließlich über den Sporn der 738 Meter hohe Vorgipfel erreicht. Auf dem Grat sind es dann noch knappe 1.000 Meter zum 743 Meter hohen Hauptgipfel. Vom Hauptgipfel aus können dann die beiden Gipfel an der Abbruchkante relativ leicht erreicht werden. Der Sgùrr an Fhìdleir wird meist beim Abstieg mitgenommen, wobei auch die imposante Abbruchskante aufgesucht wird. Der recht leichte Abstieg folgt dem zwischen den beiden Bächen Allt nan Coisiche und Allt A’ Choire Reidh liegenden Geländerücken hinunter nach Culnacraig.
Die Schleife über den Sgùrr an Fhìdleir ist 10,5 Kilometer lang und überwindet einen insgesamten Höhenunterschied von 870 Meter. Die Gehzeit beträgt 5 bis 7 Stunden. Die Schleife kann auch in umgekehrter Richtung begangen werden.
Ein alternativer Anstieg erfolgt von Bleughasary (auch Blughasary) an der A835 road im Südosten. Ein Fahrweg für Allradfahrzeuge führt von hier zum Eadhar da Bheinn. Nach Erreichen des Sees wird sein westlicher Abfluss überquert und dann zum Ostgrat hochgestiegen. Über den Grat geht es weiter zum etwas ausgesetzt wirkenden (im Endeffekt sich aber als unschwierig heraustellenden) Speicein Còinnich mit seinem flachen Gipfelplateau. Auf dem Ostnordostgrat kann schließlich auch der Hauptgipfel erreicht werden.

### Postman's Path
Der Postman's Path („Briefträgerpfad“) ist ein Bergpfad, der über 11 Kilometer von Strath Kanaird nach Achduart verläuft. Auf diesem Steig wurde früher die Post aus Ullapool nach Achiltibuie (23 Kilometer) befördert. Der Steig folgt ab Camas Mòr dem Küstenverlauf, verbleibt aber aufgrund der steilen Südwestflanke des Bergstocks auf einer Durchschnittshöhe um 50 Meter. Er bietet herrliche Ausblicke auf das Meer, sollte aber bei schlechter Witterung, Nebel, Frost oder Schneefall gemieden werden.

## Geologie

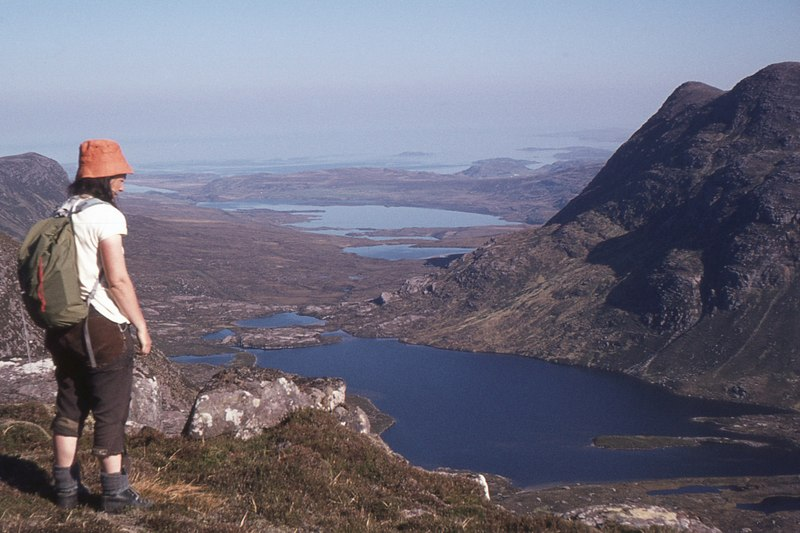
Blick vom Speicein Còinnich hinab zum Lochan Tuath und über den Loch Lurgainn zur Nordwestküste. Am Südostrand und am Nordwestrand des Lochan Tuaths sind zwei Endmoränen der ehemaligen Kargletscher zu erkennen.

Der geologische Aufbau des Ben More Coigachs ist recht einfach, da der gesamte Bergstock allein von der Applecross-Formation aufgebaut wird. Der Berg hat Anteil am Hebriden-Terran, spezifischer am Gruinard-Terran.
Die Applecross-Formation besitzt ein neoproterozoisches Alter (Tonium) und gehört zur Torridonian Supergroup, genauer zur Torridon Group. Ihre Streichrichtung ist generell Ostnordost und folgt somit den topographischen Gegebenheiten des Bergrückens. Ihr Einfallen erfolgt relativ flach nach Südsüdost mit 10 bis 18°. Die Torridon Group ist eine sehr mächtige und erstaunlich homogene sedimentäre Abfolge. Sie baut sich aus grobkörnigen, rotgefärbten, dick gebankten Sandsteinen auf, welche geröllhaltige und konglomeratische Lagen aufweisen können. Die Gruppe liegt dem präkambrischen Grundgebirge (graue Gneise des Lewisians) durch eine ausgeprägte Diskordanz auf. Diese ist jedoch am Ben More Coigach nicht aufgeschlossen und liegt im tieferen Untergrund. Sie erscheint jedoch bei Achiltibuie an der Oberfläche.

### Kaltzeit

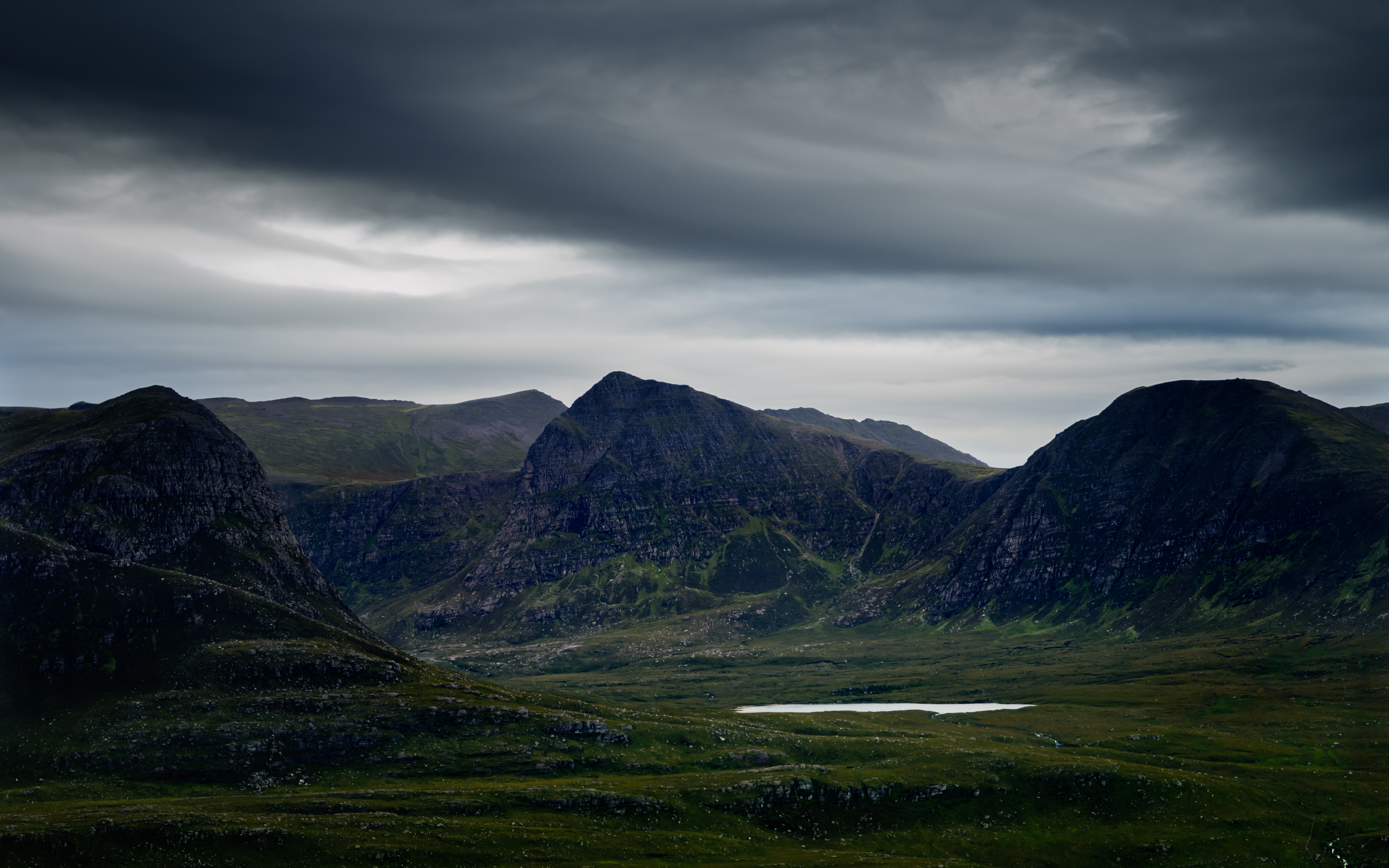
Düstere Stimmung über dem Nordostabbruch. Mittig der Sgùrr an Fhìdleir, links dahinter der Hauptgipfel. Im Vordergrund der Nordausgang des Gletschertals und links der Beinn an Eoin.

#### Devensian
Inwieweit der Ben More Coigach während der letzten Kaltzeit des Devensians von den Eismassen des British Irish Ice Sheets (mit Höchststand um 27.000 Jahren vor heute) bedeckt war, ist nicht restlos geklärt. Laut Danny McCaroll und Kollegen (1995) ragte der Hauptgipfel noch als Nunatak aus dem Eisschild hervor. Für die Höhe der Eismassen werden 680 bis 700 Meter angegeben. Der Nunatak stand somit damals maximal gerade noch 63 Meter über dem Eisschild. Gegen 13.700 Jahre vor heute im Grönland-Interstadial GI-1c dürfte die Eisbedeckung jedenfalls schließlich gänzlich abgeschmolzen gewesen sein. Geländeformen der Vereisung sind sehr schön am Südabhang des Bergstocks zu erkennen.
Es gilt mittlerweile als ziemlich sicher, dass der Bergstock des Ben More Coigachs auf seiner Südseite gegen Ende des Devensians von einem Eisstrom umflossen wurde, der sich dann mit dem The Minch paleo-ice stream vereinigte. Der Eisstrom war im Hinterland im Massiv des Beinn Deargs entstanden und besaß eine warme Eissohle (engl. warm-based ice). Bedingt durch den einengenden topographischen Effekt des Ben More Coigachs wurde der Eisstrom aus seiner nordwestlichen Richtung (N 300) abgelenkt eingeengt und dadurch beschleunigt (so flossen die Eismassen südlich des Bergstocks nach N 260).
Die anstehende Applecross-Formation wurde von den Eismassen sehr stark erodiert. Die Spuren der Eisüberprägung sind bis auf eine Höhe von rund 400 Meter eindeutig zu erkennen. Das Ausmaß der Überprägung kann auf eindrucksvolle Weise am Beannan Beaga abgeschätzt werden, der einen riesigen Rundhöcker, einen so genannten Walrücken darstellt.
Zwei verschiedene Arten von stromlinienförmigen Strukturen lassen sich unterscheiden:
- stromlinienförmiges Anstehendes und
- stromlinienförmige glaziale Sedimente (beispielsweise Till).

Das stromlinienförmige Anstehende kann recht hohe räumliche Dimensionen annehmen, die in tieferen Lagen im Südosten anzutreffen sind, beispielsweise im unteren Strath Kanaird. Die stromlinienförmigen Hügel sind sowohl auf ihrer zum Eis geneigten Vorderseite als auch auf ihrer Rückseite vom Eis  abradiert worden. Am Loch Kanaird kann der Kontakt Eis/Anstehendes sehr deutlich eingesehen werden. Die unidirektionelle Striemung nach Südwesten lässt keinerlei Zweifel über die Bewegungsrichtung der Eismassen offen. Hervorragende P-Formen im Meterbereich sind hier ausgebildet – zusammen mit undulierenden Gesteinsoberflächen, mit so genannten Komma-Formen und mit unterschneidenden Strömungsrinnen. Die P-Formen gehen auf ballastbeladenes basales Eis zurück, welches plastisch Gesteinshindernisse umfloss und dabei abgerundete, glatte, sauber definierte Vertiefungen herausstemmte.
Stromlinienförmige glaziale Sedimente treten entlang der Westseite des Bergstocks auf und stellen wahrscheinlich subglaziale Schmelzwasserablagerungen dar.
Wahrscheinlich gegen Ende des Eisschildstadiums floss ein Talgletscher durch das U-förmige Tal am Lochan Tuath. Im flachen Talgrund erscheint an vielen Stellen das blanke Gestein, oft jetzt von Torflagen umlagert. An einigen Stellen – insbesondere nördlich vom Loch Tuath – wurde das Gestein vom Eis abgeschliffen und geschrammt. Gletscherschrammen geben die Bewegungsrichtung der Eismassen zu erkennen – in westlicher Richtung am Taleingang und in nordnordwestlicher Richtung am Talausgang hinter dem Lochan Tuath. Am Nordausgang sind auch abgeschliffene Rundhöcker zugegen.

#### Loch Lomond Readvance
Der Loch Lomond Readvance während der Jüngeren Dryas (12.900 bis 11.700 Jahre vor heute) ließ in den drei Kars auf der Nordseite der Abbruchkante drei kleinere Kargletscher heranwachsen. Dies sind der 0,59 Quadratkilometer große Kargletscher im Kar Cadh a’ Mhoraire im Südosten vom Lochan Tuath unterhalb des Beinn Tarsuinns, der 0,30 Quadratkilometer große, zentral gelegene Talgletscher im Kar Sgùrr an Fhìdleir und der 0,36 Quadratkilometer große Kargletscher An Clù-nead unterhalb des 648 Meter hohen Gipfels im Nordwesten. Alle drei Kargletscher zeigen im breiten Gletschertal am Lochan Tuath sehr schöne, teils bogenförmige Endmoränen bzw. Moränenwälle auf etwas über 250 Meter Höhe. Die Endmoränen können auch in den Lochan Tuath hineinragen. Der Kargletscher Cadh a’ Mhoraire hat bis zu 5 hintereinanderliegende Moränenzüge entwickelt. Dahinter finden sich vom Eis transportierte Blöcke (ganze Blockzüge lassen sich beobachten) und gestriemte Grundmoränen oder Flutings. Die Kargletscher reichten maximal bis auf knapp 600 Meter Höhe hinauf und waren Nordost, Nordnordost bis Nord drehend orientiert.

#### Periglaziale Landschaftsformen
Die Schutthänge am Nordausgang des Gletschertals am Loch Tuath und die zahlreichen steilen Schuttreißen, die oft in einem Schuttkegel oder Schuttfächer enden, sind periglazialen Ursprungs. Die steilen Schuttsreißen sind insbesondere entlang der Abbruchkante sehr häufig.

## Archäologie
Archäologisch von Bedeutung ist Dun Canna, ein eisenzeitliches Dun im Süden des Ben More Coigachs. Die ehemalige Festungsanlage liegt auf einem Landvorsprung zwischen den Buchten Camas Mòr und Camas Beag. Mit ihr im Zusammenhang stehen ein Broch weiter im Norden bei Achlochan – ebenfalls auf einem Landvorsprung – sowie kreisförmige Hütten (engl. circular huts) in der Nähe des Brochs und bei Culnacraig am Postman's Path.

## Ökologie

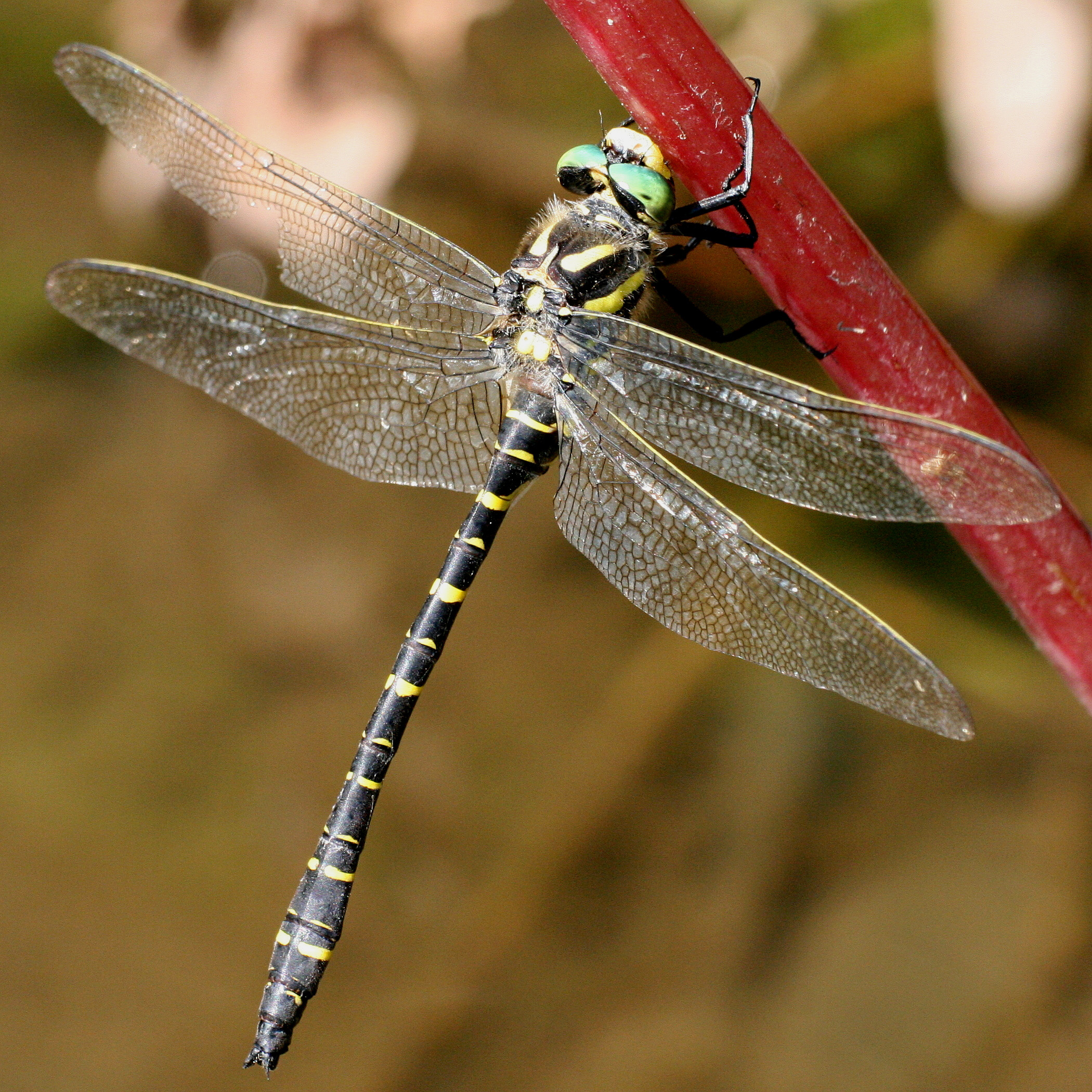
Männchen der Zweigestreiften Quelljungfer (Cordulegaster boltonii)

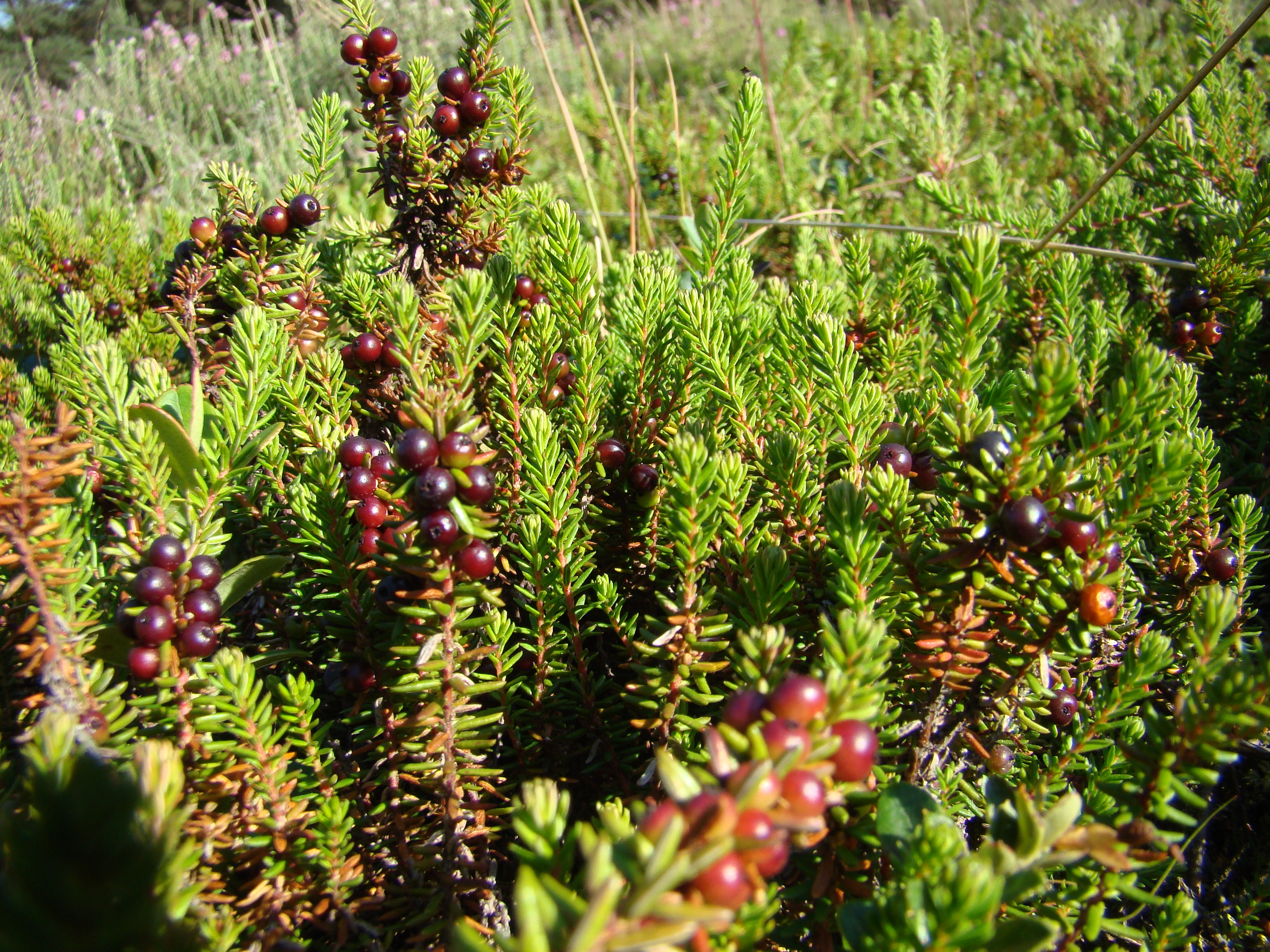
Schwarze Krähenbeere (Empetrum nigrum)

Der Bergstock des Ben More Coigachs ist ein integraler Bestandteil im Ben More Coigach Wildlife Reserve, dessen Südabschnitt er bildet. Dieses Naturreservat bildet mit knapp 60 Quadratkilometer (5.949 Hektar) das größte Schutzgebiet des Scottish Wildlife Trusts. Es erstreckt sich vom Südfuß des Ben More Coigachs bis nach Achiltibuie an der Küste und hat die Seen Loch Osgaig, Loch Bad A’ Ghaill und Loch Lurgainn als Nordostbegrenzung zum Inverpolly National Nature Reserve.
Als Landschaftstypen finden sich neben den schroffen Felsaufbauten des Bergstocks auf seinen unteren Hängen ausgedehnte Moore, in den flacheren Lagen sodann ihn umgürtende Heiden, zahlreiche kleine Seen (die so genannten lochans), Torfniederungen sowie die bereits angeführte Seenkette im Nordosten. Ansiedlungen mit ihren Crofts beschränken sich auf Küstennähe.
Weitere Habitate sind vereinzelte Baum- und Strauchbestände (vereinzelte Eichen am Allt nan Coisiche), Graslandschaften in höheren Lagen, Marschen, den Winden ausgesetzte Felsrücken, Felsplateaus und Felsrippen – sie alle zeichnen sich als individuelle Ökotope aus. Vorrangige Pflanzenvergesellschaftungen sind ozeanische Heiden, nördliche ozeanische Lebermoosvergesellschaftungen, Wacholder-Zwergsträucher, Gemeiner Wacholder (Juniperus communis), Zwergbirken und Bryophyten-reiche ozeanische Waldreste.

### Flora
Die Felsrücken (cnocs oder cnocans) werden gewöhnlich von Heidelbeere (Vaccinium myrtillus), Bärentraube (Arctostaphylos uva-ursi), Schwarze Krähenbeere (Empetrum nigrum), Kraut-Weide (Salix herbacea), Gämsheide (Loiseleuria procumbens) und Alpen-Frauenmantel (Alchemilla alpina) bestanden. An Felspartien gedeihen Waldmeister (Galium odoratum), Weiße Höswurz (Pseudorchis albida) und Rosenwurz (Rhodiola rosea). Auf höheren Graslagen wachsen Rasenbinse (Trichophorum cespitosum), Blutwurz (Potentilla erecta), Gewöhnliche Kreuzblume (Polygala vulgaris), Geflecktes Knabenkraut (Dactylorhiza maculata) und Läusekräuter (Pedicularis). Überdeckende sumpfige Lagen (engl. blanket bog) werden vor allem von Torfmoosen (Sphagnum), Steinbrechgewächsen (Saxifragaceae), Fettkräutern (Pinguicula) wie Gemeines Fettkraut (Pinguicula vulgaris), Lebermoosen (Marchantiophyta) und der Sumpf-Weichorchis (Hammarbya paludosa) besiedelt. Moore werden von Heidekräutern (Ericaceae) wie der Glocken-Heide (Erica tetralix), Blauem Pfeifengras (Molinia caerulea) und Wollgräsern (Eriophorum) eingenommen. An Lochs und Lochans haben sich Weiße Seerose (Nymphaea alba), Teich-Schachtelhalm (Equisetum fluviatile), Fieberklee (Menyanthes trifoliata) und Sumpfdotterblume (Caltha palustris) niedergelassen. In der Nähe menschlicher Ansiedlungen finden sich Sumpf-Schwertlilie (Iris pseudacorus), Fieberklee, Binsengewächse  (Juncaceae) und Waldhyazinthen (Platanthera). Gelegentlich anzutreffen ist auch der Rundblättrige Sonnentau (Drosera rotundifolia).

### Fauna

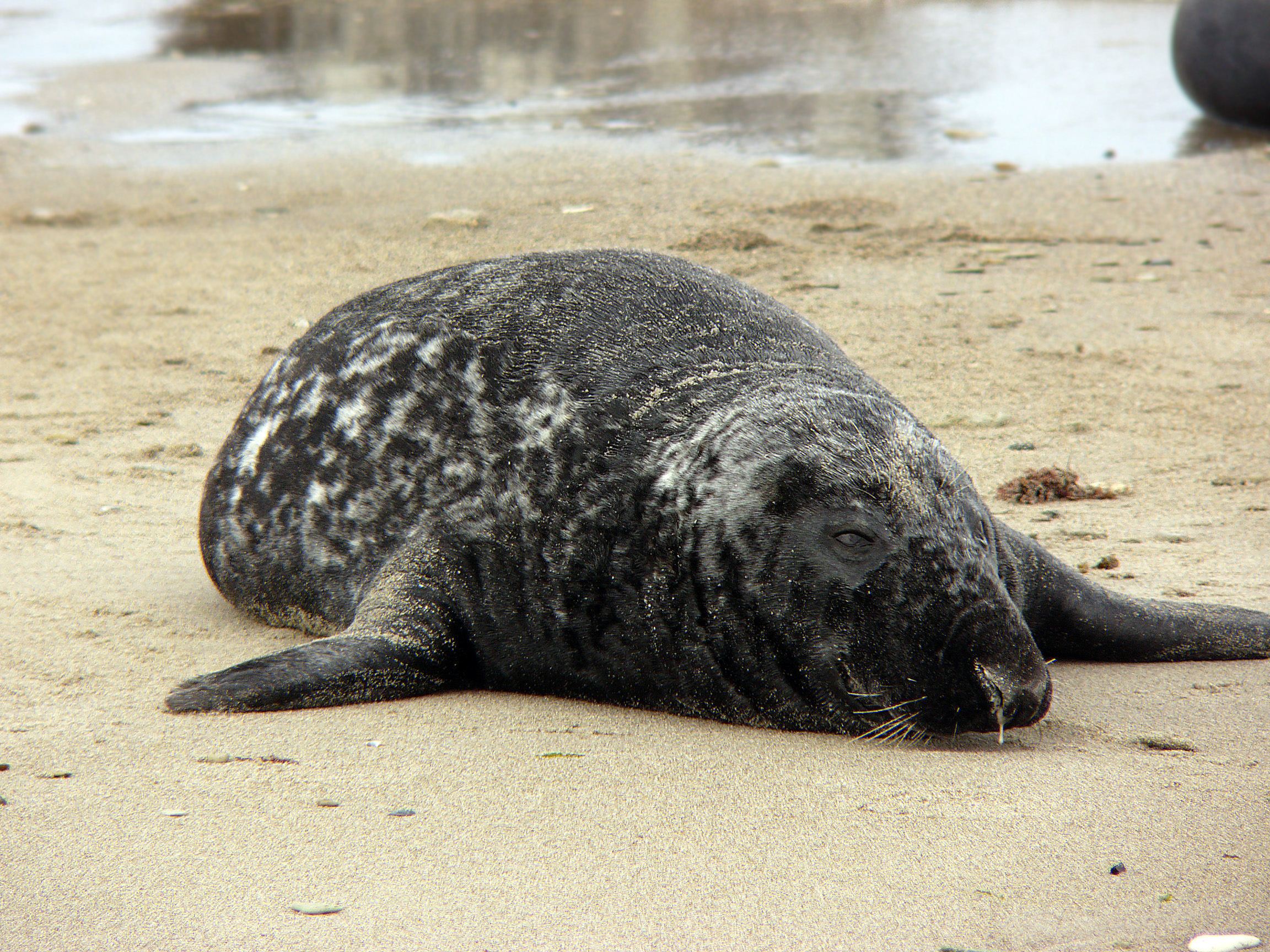
Männliche Kegelrobbe (Halichoerus grypus)

Eidechsen finden sich in trockenen Heiden, wohingegen Frösche, Kröten, Frühe Adonislibellen (Pyrrhosoma nymphula) und Zweigestreifte Quelljungfern (Cordulegaster boltonii) auf nassere Standorte beschränkt bleiben. Das Kleine Wiesenvögelchen lebt auf grasigen Stellen.
Bei den Fischen ist der Atlantische Lachs (Salmo salar) zu erwähnen.
Unter den Vögeln kommen folgende Taxa am Ben More Coigach vor: Birkenzeisig (Acanthis flammea), Sperber (Accipiter nisus), Schilfrohrsänger (Acrocephalus schoenobaenus), Feldlerche (Alauda arvensis), Wiesenpieper (Anthus pratensis), Steinadler (Aquila chrysaethos), Sumpfohreule (Asio flammeus), Weißwangengans (Branta leucopsis), Mäusebussard (Buteo buteo), Sandregenpfeifer (Charadrius hiaticula), Kolkrabe (Corvus corax), Rohrammer (Emberiza schoeniclus), Merlin (Falco columbarius), Turmfalke (Falco tinnunculus), Prachttaucher (Gavia arctica), Eistaucher (Gavia immer), Seeadler (Haliaeetus albicilla), Schneehühner (Lagopus) wie Schottisches Moorschneehuhn (Lagopus lagopus scotica), Berghänfling (Linaria flavirostris), Steinschmätzer (Oenanthe oenanthe), Wiesenschmätzer (Saxicola) wie das Braunkehlchen  (Saxicola rubetra), Ringdrossel (Turdus torquatus) und Schleiereule (Tyto alba).
Bei den Säugetieren sind anzuführen Ostschermaus (Arvicola amphibius), Rothirsch (Cervus elaphus), Kegelrobbe (Halichoerus grypus), Fischotter (Lutra lutra), Baummarder (Martes martes) und Seehund (Phoca vitulina). Kegelrobbe und Seehund sind auf den Küstenstreifen im Westen und Südwesten des Bergstocks beschränkt. Die Crofter entlang der Küste halten neben anderen Haustieren Rinder, Schafe und Ziegen, wobei die Schafe bis hoch in die Berghänge weiden können.